# Ingegerd Sahlström
Ingegerd Sahlström, född 29 oktober 1943 i Halmstad, är en svensk politiker (socialdemokrat), som var riksdagsledamot 1988–1999, invald för Hallands läns valkrets.
Sahlström är utbildad lågstadielärare och var under en tid rektor för särskolan i Halmstad. Efter att ha engagerat sig lokalpolitiskt, med platser i kulturnämnden, kommunstyrelsen och kommunfullmäktige, tog hon efter valet 1988 en plats i riksdagen. 1995 blev hon statssekreterare. Sahlström återvände till Halmstad 2002 då hon blev kommunråd i Halmstads kommun. Hon behöll platsen efter valet 2006, dock som oppositionsråd, men meddelade inför valet 2010 att hon inte kandiderade för ytterligare en mandatperiod.